# Berg- und Traillauf-Weltmeisterschaften 2023
| Medaillenspiegel | Medaillenspiegel       | Medaillenspiegel | Medaillenspiegel | Medaillenspiegel | Medaillenspiegel |
| Platz            | Land                   | G                | S                | B                | Ges.             |
| ---------------- | ---------------------- | ---------------- | ---------------- | ---------------- | ---------------- |
| 1                | Frankreich             | 6                | 2                | 3                | 11               |
| 2                | Kenia                  | 5                | 2                | 2                | 9                |
| 3                | Vereinigtes Königreich | 3                | 2                | 1                | 6                |
| 4                | Uganda                 | 2                | 3                | 0                | 5                |
| 5                | Schweiz                | 1                | 2                | 3                | 6                |
| 6                | Vereinigte Staaten     | 1                | 1                | 2                | 4                |
| 7                | Österreich             | 1                | 0                | 0                | 1                |
| 7                | Norwegen               | 1                | 0                | 0                | 1                |
| 9                | Italien                | 0                | 3                | 4                | 7                |
| 10               | Deutschland            | 0                | 3                | 1                | 4                |

Die zweiten World Mountain and Trail Running Championships (WMTRC) fanden von 6. bis 10. Juni 2023 in Innsbruck-Stubai im österreichischen Bundesland Tirol statt. Ausgetragen wurden vier Wettbewerbe (Männer und Frauen, Einzel und Team): Vertical, Trail Short, Trail Long und Mountain Classic. Im letztgenannten Rennen gab es auch Rennen für Junioren und Juniorinnen (Einzel und Team).

## Historischer Abriss
Unter der Koordination von World Athletics vereinbarten die zuständigen Fachverbände – International Trail Running Association (ITRA), World Mountain Running Association (WMRA) und International Association of Ultrarunners (IAU) –, gemeinsame Weltmeisterschaften auszurichten. Diese hätten im Spätherbst 2021 erstmals stattfinden sollen, wurden aber aufgrund der COVID-19-Pandemie zuerst in den Februar 2022 und dann in den November 2022 verschoben. Bei den Berg- und Traillauf-Weltmeisterschaften 2021 war Uganda vor den USA und Frankreich die erfolgreichste Nation.
Weltmeisterschaften im Berglauf gibt es seit 1985, jene im Trailrunning bis maximal 45 km seit 2004 und jene im Ultratrail seit 2007. Die WMTRC sind somit der Zusammenschluss dieser drei Titelkämpfe.

## Bewerbungsphase
Das seit 2016 (auch in COVID-19-Zeiten ohne Unterbrechung) ausgetragene Innsbruck Alpine Trail Festival und der damit zusammenhängenden Kompetenz war Basis für die Überlegungen von Alexander Pittl und seiner Event-Organisation („Laufwerkstatt (TM)“), sich für die Austragung der World Mountain and Trail Running Championships zu bewerben. Ebenfalls interessiert an einer Ausrichtung dieser Großveranstaltungen waren weitere drei potenzielle Veranstalter. Anfang Mai 2022 erhielt die österreichische Bewerbung Innsbruck-Stubai den Zuschlag.

## Wettbewerbe
- 7. Juni 2023: Vertical (7,3 km, 1020 Höhenmeter), Bezeichnung WM 2021: Uphill Mountain
- 8. Juni 2023: Trail Short (44,6 km, 3132 positive und 2719 negative Höhenmeter)
- 9. Juni 2023: Trail Long (85,6 km, 5554 positive und 5966 negative Höhenmeter)
- 10. Juni 2023: Mountain Classic (Elite: 13,7 km und 781 Höhenmeter / Junioren: 6,7 km und 374 Höhenmeter), Bezeichnung WM 2021: Up and Downhill Mountain

## Sponsorship
Das Konzept der Weltmeisterschaften basiert auf der Grundidee, die Wettbewerbe in Stubai (Vertical) und Innsbruck (Mountain Classic) und zwischen diesen beiden Orten auszutragen: So führt der Trail Short von Innsbruck nach Neustift im Stubai, der Trail Long indes in die entgegen gesetzte Richtung in die Tiroler Landeshauptstadt. Die Tourismusverbände Innsbruck und Stubai sowie die Tirol Werbung gehören neben institutionellen Geldgebern zu den größten Sponsoren der zweiten WMTRC.
Im Kommunikationskonzept dieser Weltmeisterschaften nehmen Sportler und Sportlerinnen, die bei den Titelkämpfen dabei sein werden oder dabei sein könnten, eine zentrale Rolle ein. Wöchentlich werden abwechselnd ein Athlet und eine Athletin dem Ambassador-Team der WM hinzugefügt.

## Ergebnisse

### Vertical (Uphill Mountain)

#### Männer

##### Einzelwertung
| Platz | Athlet                  | Land | Zeit (min) |
| ----- | ----------------------- | ---- | ---------- |
| 1     | Patrick Kipngeno        | KEN  | 40:18      |
| 2     | Levi Kiprotich          | UGA  | 41:51      |
| 3     | Josphat Kiprotich       | KEN  | 42:04      |
| 4     | Eliud Cherop            | UGA  | 42:16      |
| 5     | Joseph Gray             | USA  | 42:32      |
| 6     | Daniel Osanz            | ESP  | 42:41      |
| 7     | Philemon Ombogo Kiriago | KEN  | 42:54      |
| 8     | Joe Steward             | GBR  | 43:02      |
| 9     | Filimon Abraham         | GER  | 43:08      |
| 10    | Roberto Delorenzi       | SUI  | 43:31      |

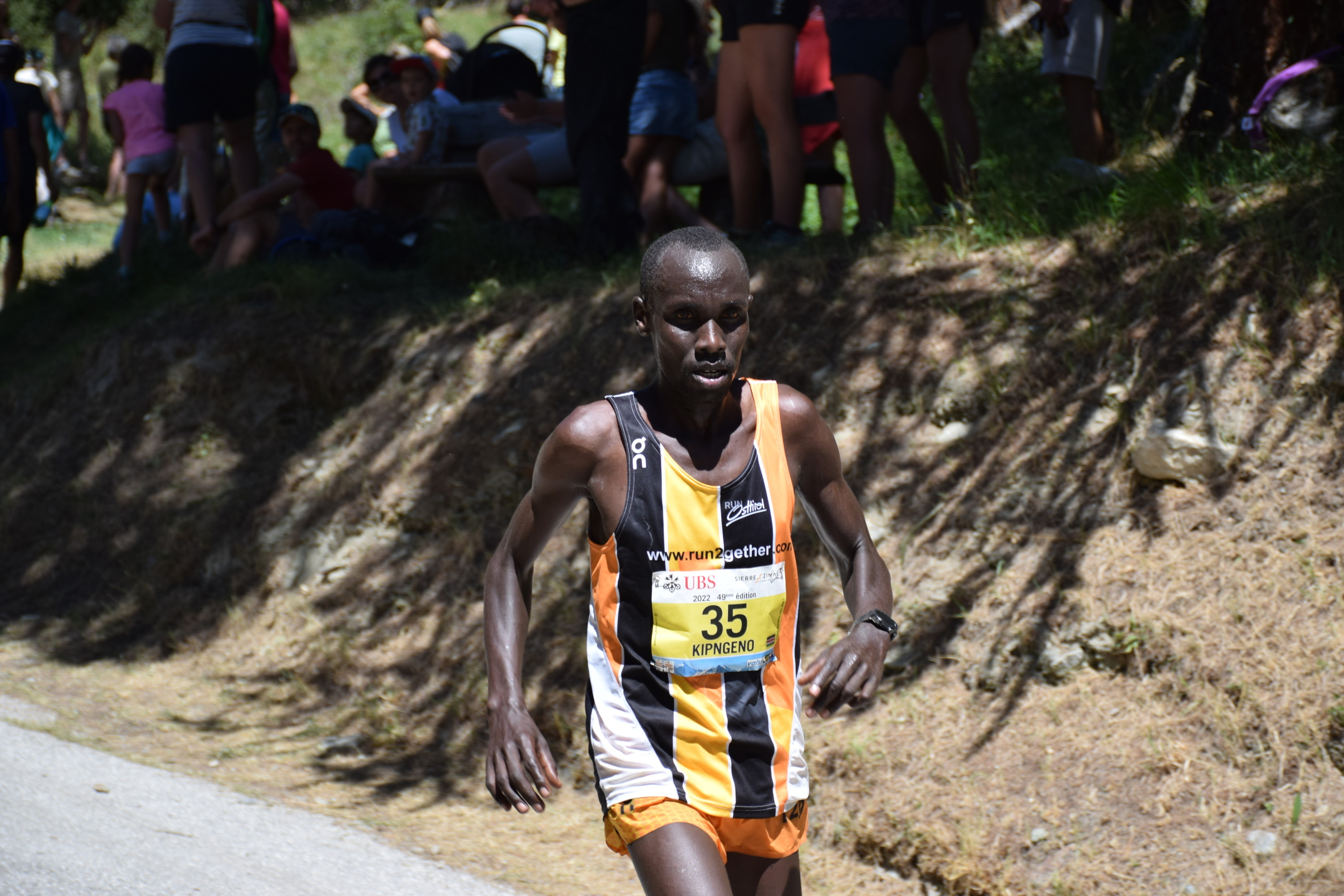
Patrick Kipngeno konnte seinen WM-Titel von 2021 verteidigen

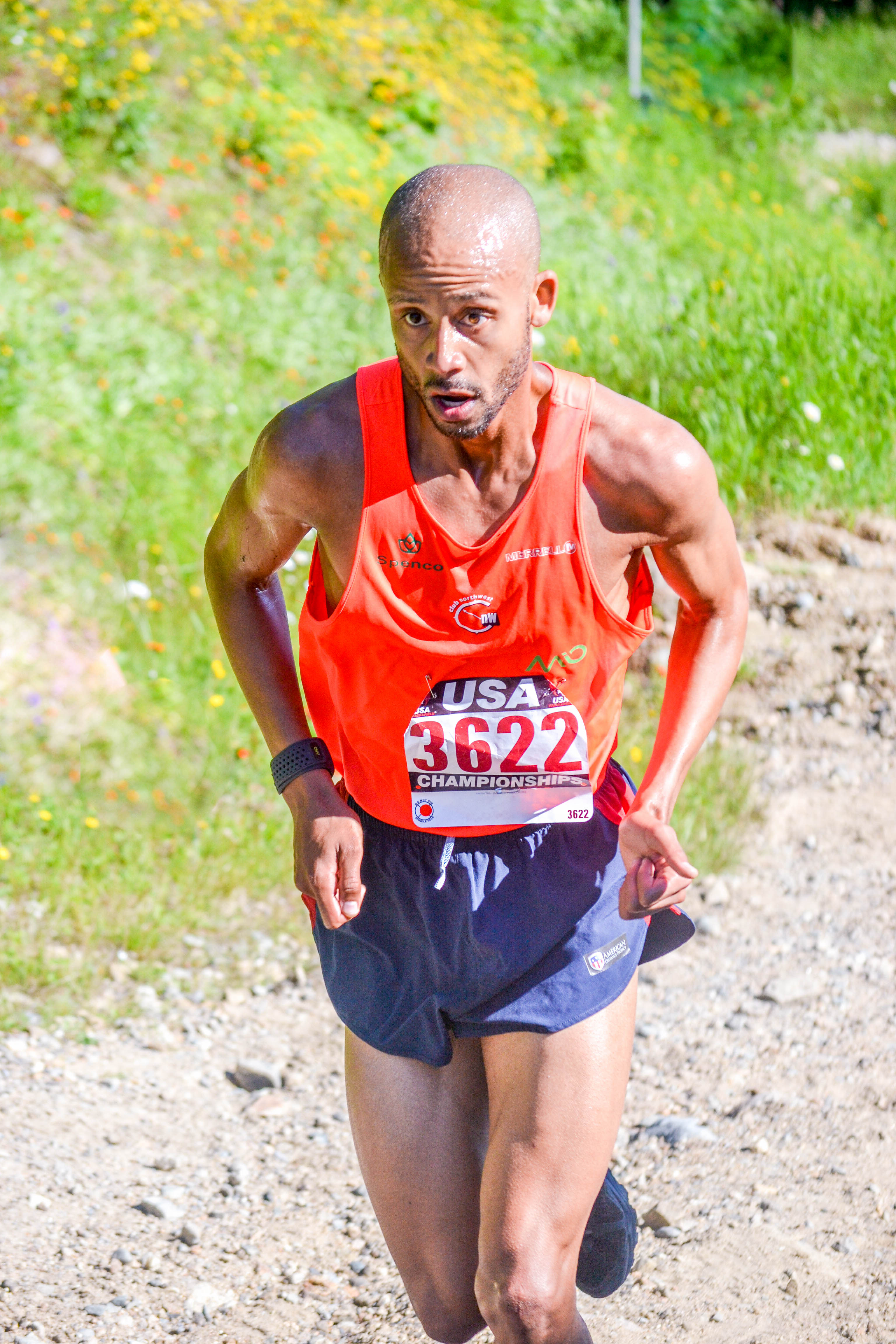
Joseph Gray, Berglauf-Weltmeister von 2016 & 2019, lief auf den fünften Platz

Von 122 gestarteten Athleten erreichten alle das Ziel.
Teilnehmer aus deutschsprachigen Ländern:
- 11: Dominik Rolli (SUI), 43:38
- 13: Julius Ott (GER), 43:50
- 24: Jonas Soldini (SUI), 44:43
- 29: Manuel Innerhofer (AUT), 45:37
- 31: Maximilian Zeus (GER), 45:43
- 34: Martin Mattle (AUT), 46:12
- 35: Fabian Aebersold (SUI), 46:22
- 56: Florian Zeisler (AUT), 48:19
- 66: Martin Enzenberger (AUT), 49:20
- 89: Philipp Stuckhardt (GER), 51:51
- n. a.: Daniel Lustenberger (SUI)

##### Teamwertung
| Platz | Land und Athleten                                                                                                | Gesamtpunktzahl und Einzelplatzierung |
| ----- | --- | ------------------------------------- |
| 1     | Kenia Patrick Kipngeno (40:18) Josphat Kiprotich (42:04) Philemon Ombogo Kiriago (42:54) Hillary Kimaiyo (43:44) | 11 01 03 07 12                        |
| 2     | Uganda Levi Kiprotich (41:51) Eliud Cherop (42:16) Dismas Yeko (43:54)                                           | 21 02 04 15                           |
| 3     | Schweiz Roberto Delorenzi (43:31) Dominik Rolli (43:38) Jonas Soldini (44:43) Fabian Aebersold (46:22)           | 45 10 11 24 35                        |

Insgesamt wurden 31 Teams gewertet. Die deutsche Mannschaft kam mit 53 Punkten auf den 4. Platz, die österreichische Mannschaft kam mit 119 Punkten auf den 11. Platz.

#### Frauen

##### Einzelwertung
| Platz | Athletin                 | Land | Zeit (min) |
| ----- | ------------------------ | ---- | ---------- |
| 1     | Andrea Mayr              | AUT  | 48:14      |
| 2     | Philaries Jeruto Kisang  | KEN  | 48:51      |
| 3     | Grayson Murphy           | USA  | 49:22      |
| 4     | Laura Hottenrott         | GER  | 49:56      |
| 5     | Valentine Jepkoech Rutto | KEN  | 49:59      |
| 6     | Christel Dewalle         | FRA  | 50:04      |
| 7     | Domenika Mayer           | GER  | 51:21      |
| 8     | Scout Adkin              | GBR  | 51:39      |
| 9     | Karoline Holsen Kyte     | NOR  | 51:51      |
| 10    | Joyce Muthoni            | KEN  | 52:09      |

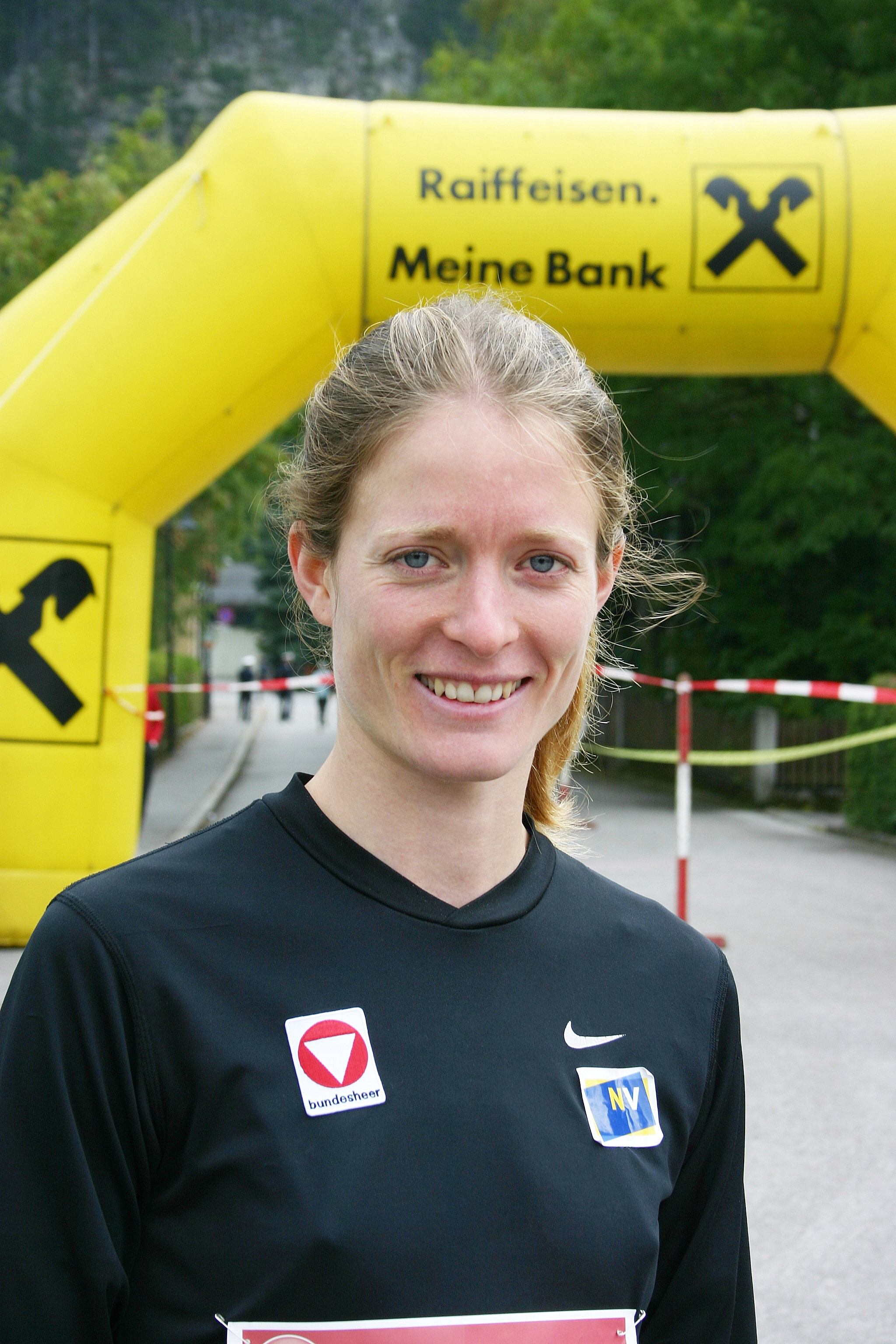
Andrea Mayr zum siebten Mal Berglauf-Weltmeisterin

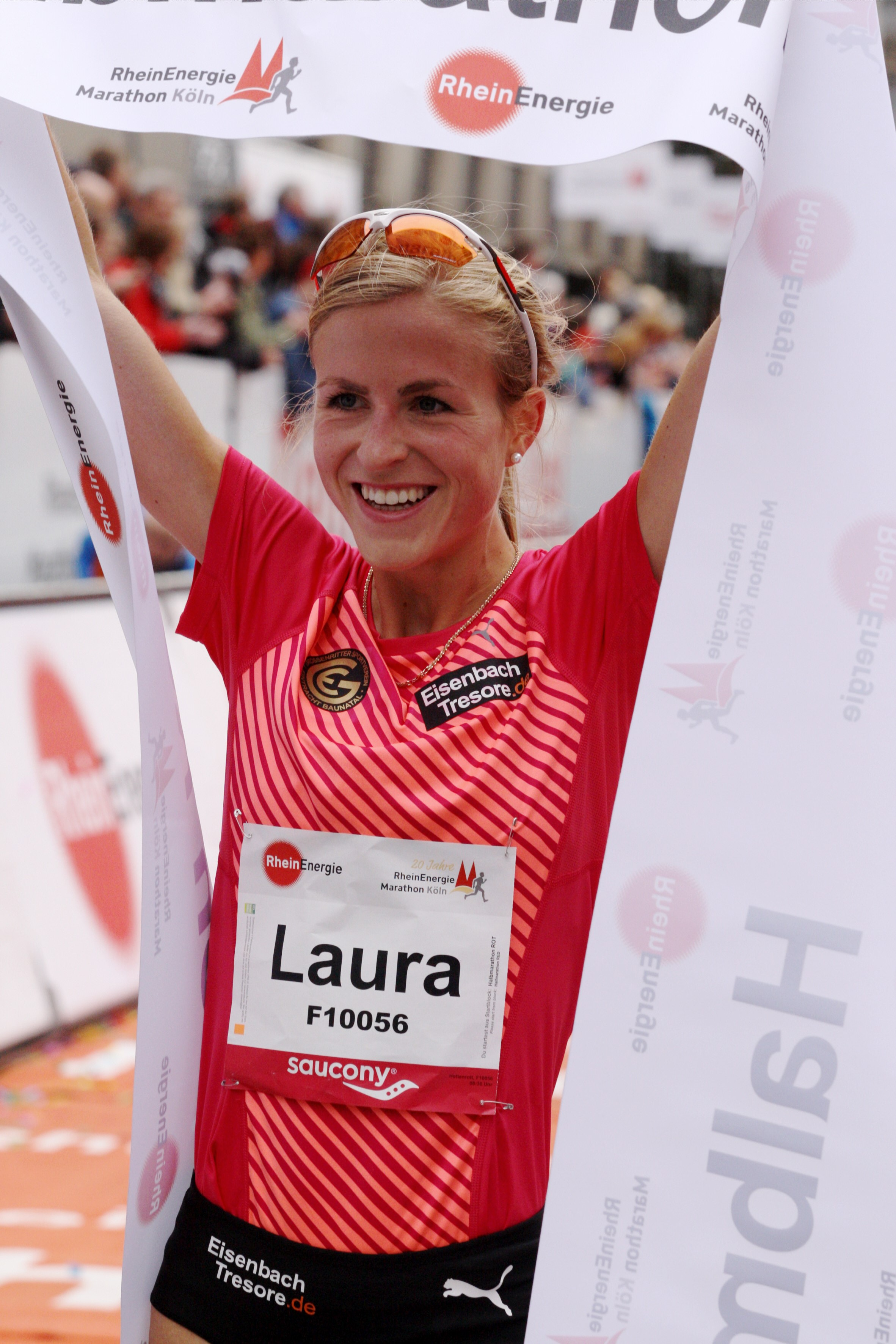
Laura Hottenrott führte Deutschland in der Teamwertung zu Silber

Von 101 gestarteten Athletinnen erreichten 97 das Ziel.
Teilnehmerinnen aus deutschsprachigen Ländern:
- 11: Emma Pooley (SUI), 52:11
- 22: Hanna Gröber (GER), 53:14
- 30: Melanie Maurer (SUI), 54:48
- 37: Flavia Stutz (AUT), 55:40
- 39: Laura Hampel (GER), 55:50
- 49: Karin Freitag (AUT), 57:10
- 50: Sandrina Illes (AUT), 57:13
- 51: Céline Aebi (SUI), 57:29
- n. a.: Anna Plattner (AUT)
- n. a.: Judith Wyder (SUI)

##### Teamwertung
| Platz | Land und Athleten                                                                                             | Gesamtpunktzahl und Einzelplatzierung |
| ----- | --- | ------------------------------------- |
| 1     | Kenia Philaries Jeruto Kisang (48:51) Valentine Jepkoech Rutto (49:59) Joyce Muthoni (52:09)                  | 17 02 05 10                           |
| 2     | Deutschland Laura Hottenrott (49:56) Domenika Mayer (51:21) Hanna Gröber (53:14) Laura Hampel (55:50)         | 33 04 07 22 39                        |
| 3     | Vereinigtes Königreich Scout Adkin (51:39) Sara Willhoit (52:58) Phillipa Williams (53:19) Kate Avery (53:39) | 51 08 20 23 24                        |

Insgesamt wurden 22 Teams gewertet. Die schweizerische Mannschaft kam mit 78 Punkten auf den 6. Platz, die österreichische Mannschaft kam mit 100 Punkten auf den 9. Platz.

### Trail Short

#### Männer

##### Einzelwertung
| Platz | Athlet                 | Land | Zeit (h) |
| ----- | ---------------------- | ---- | -------- |
| 1     | Stian Hovind Angermund | NOR  | 4:19:00  |
| 2     | Thomas Roach           | GBR  | 4:21:18  |
| 3     | Luca Del Pero          | ITA  | 4:22:04  |
| 4     | Thibaut Baronian       | FRA  | 4:25:41  |
| 5     | Jonathan Albon         | GBR  | 4:26:57  |
| 6     | Francesco Puppi        | ITA  | 4:28:16  |
| 7     | Andrzej Witek          | POL  | 4:29:21  |
| 8     | Kristian Jones         | GBR  | 4:30:37  |
| 9     | Frédéric Tranchand     | FRA  | 4:31:07  |
| 10    | Benedikt Hoffmann      | GER  | 4:32:28  |

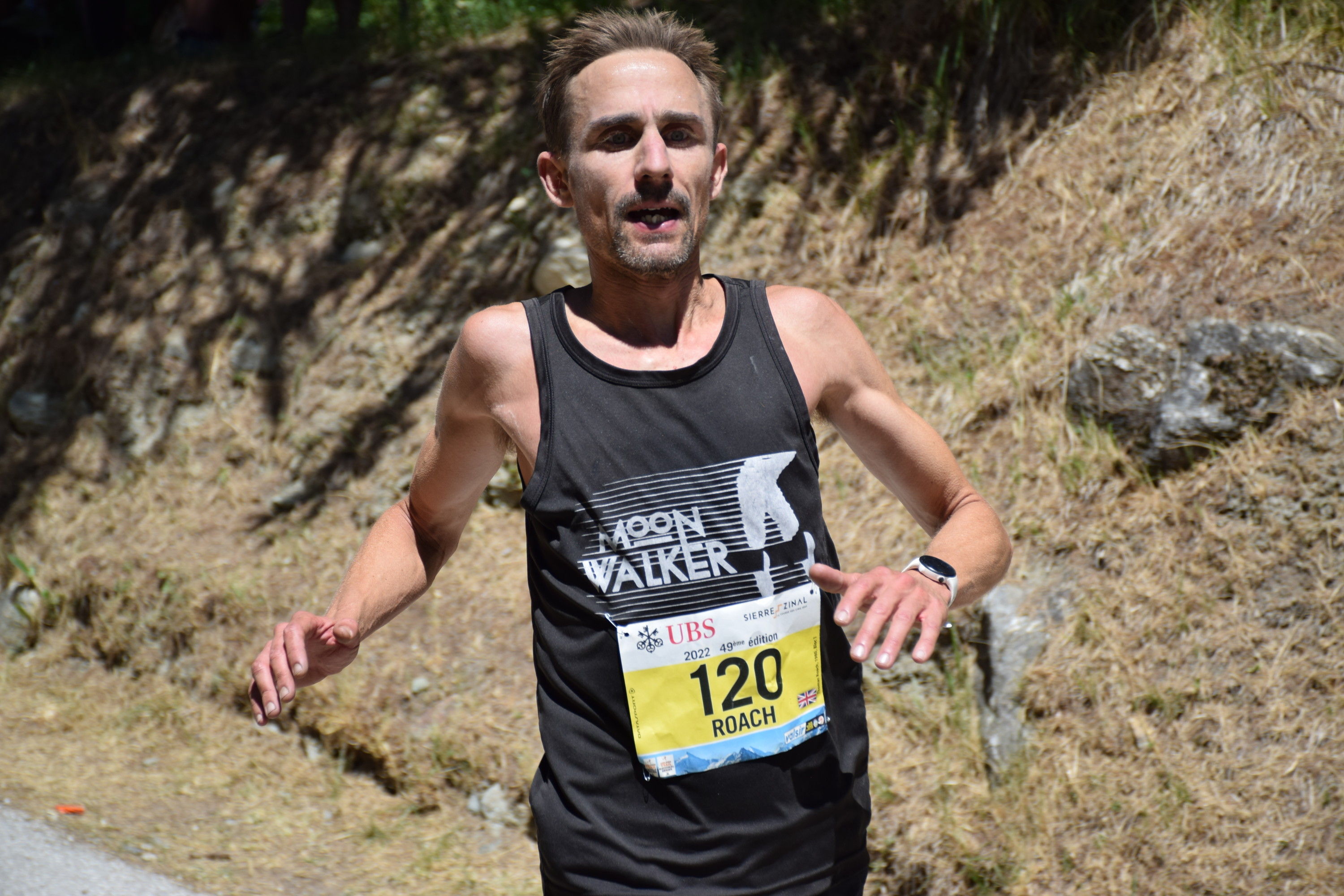
Der in Innsbruck lebende Brite Thomas Roach wurde Zweiter

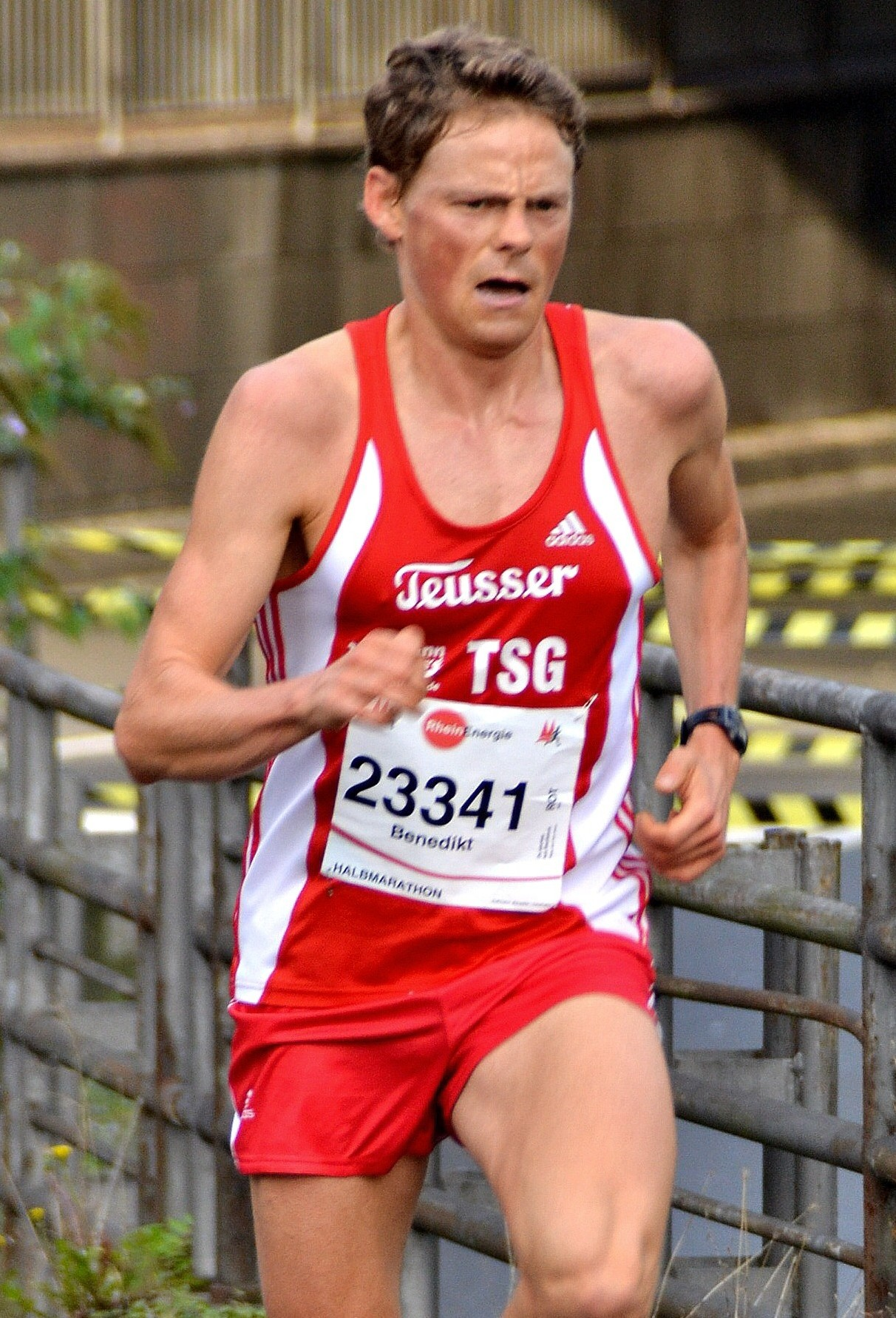
Bester Deutscher in den Top 10: Benedikt Hoffmann

Von 172 gestarteten Athleten erreichten 153 das Ziel.
Teilnehmer aus deutschsprachigen Ländern:
- 11: Stephan Wenk (SUI), 4:34:08
- 27: Marc Dürr (GER), 4:44:47
- 29: Dominik Matt (AUT), 4:46:08
- 32: Hans-Peter Innerhofer (AUT), 4:49:28
- 34: Tobias Baggenstos (SUI), 4:50:36
- 40: Thomas Wanninger (GER), 4:54:08
- 44: Marcel Höche (GER), 4:54:45
- 45: Andreas Rieder (AUT), 4:55:09
- 49: François Leboeuf (SUI), 4:57:37
- 52: Ruedi Becker (SUI), 5:01:51
- 81: Christian Leu (SUI), 5:21:15
- 87: Martin Anthamatten (SUI), 5:26:47
- 142: Bruno Schumi (AUT), 6:42:20
- DNF: Sebastian Falkensteiner (AUT)

##### Teamwertung
| Platz | Land und Athleten                                                                                                  | Gesamtzeit und Einzelzeit                        |
| ----- | --- | ------------------------------------------------ |
| 1     | Vereinigtes Königreich Thomas Roach (2.) Jonathan Albon (5.) Kristian Jones (8.)                                   | 13:18:52 4:21:18 4:26:57 4:30:37                 |
| 2     | Italien Luca Del Pero (3.) Francesco Puppi (6.) Cristian Minoggio (15.) Daniel Pattis (22.) Andrea Rota (50.)      | 13:26:32 4:22:04 4:28:16 4:36:12 4:42:47 4:59:27 |
| 3     | Frankreich Thibaut Baronian (4.) Frédéric Tranchand (9.) Thomas Cardin (16.) Loïc Robert (21.) Julien Rancon (42.) | 13:34:38 4:25:41 4:31:07 4:37:50 4:42:18 4:54:37 |

Insgesamt wurden 32 Teams gewertet. Die deutsche Mannschaft kam mit 14:11:23 Stunden auf den 7. Platz, die schweizerische Mannschaft kam mit 14:22:21 Stunden auf den 9. Platz und die österreichische Mannschaft kam mit 14:30:45 Stunden auf den 10. Platz.

#### Frauen

##### Einzelwertung
| Platz | Athletin              | Land | Zeit (min) |
| ----- | --------------------- | ---- | ---------- |
| 1     | Clementine Geoffray   | FRA  | 4:53:12    |
| 2     | Judith Wyder          | SUI  | 4:55:13    |
| 3     | Theres Leboeuf        | SUI  | 5:09:29    |
| 4     | Jennifer Lichter      | USA  | 5:11:55    |
| 5     | Emilia Brangefält     | SWE  | 5:15:11    |
| 6     | Daniela Oemus         | GER  | 5:16:34    |
| 7     | Oihana Kortazar       | ESP  | 5:18:45    |
| 8     | Emelie Forsberg       | SWE  | 5:18:45    |
| 9     | Emkay Sullivan        | USA  | 5:19:43    |
| 10    | Louise Serban-Penhoat | FRA  | 5:20:21    |

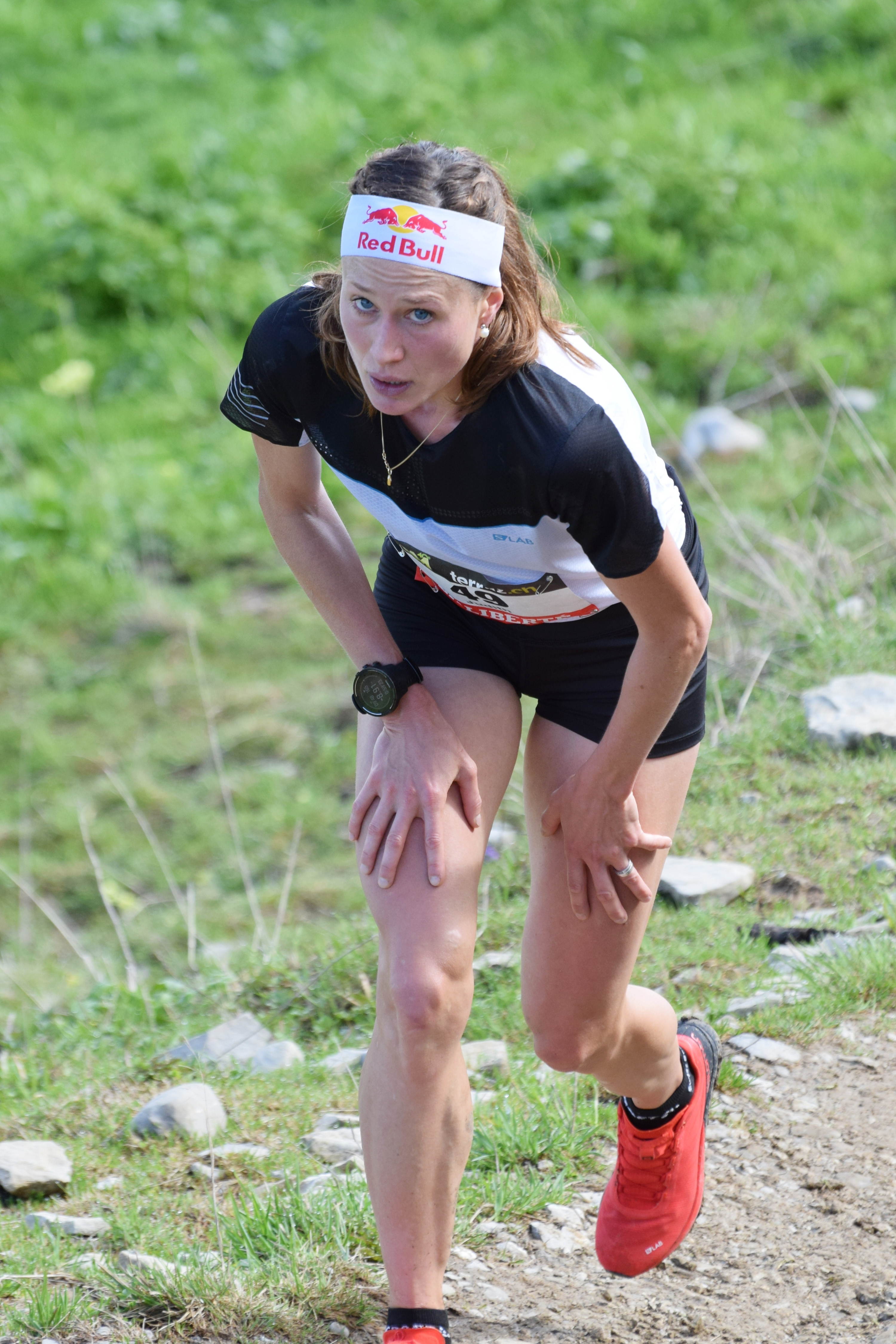
Lange Führende, Silber im Ziel: Judith Wyder

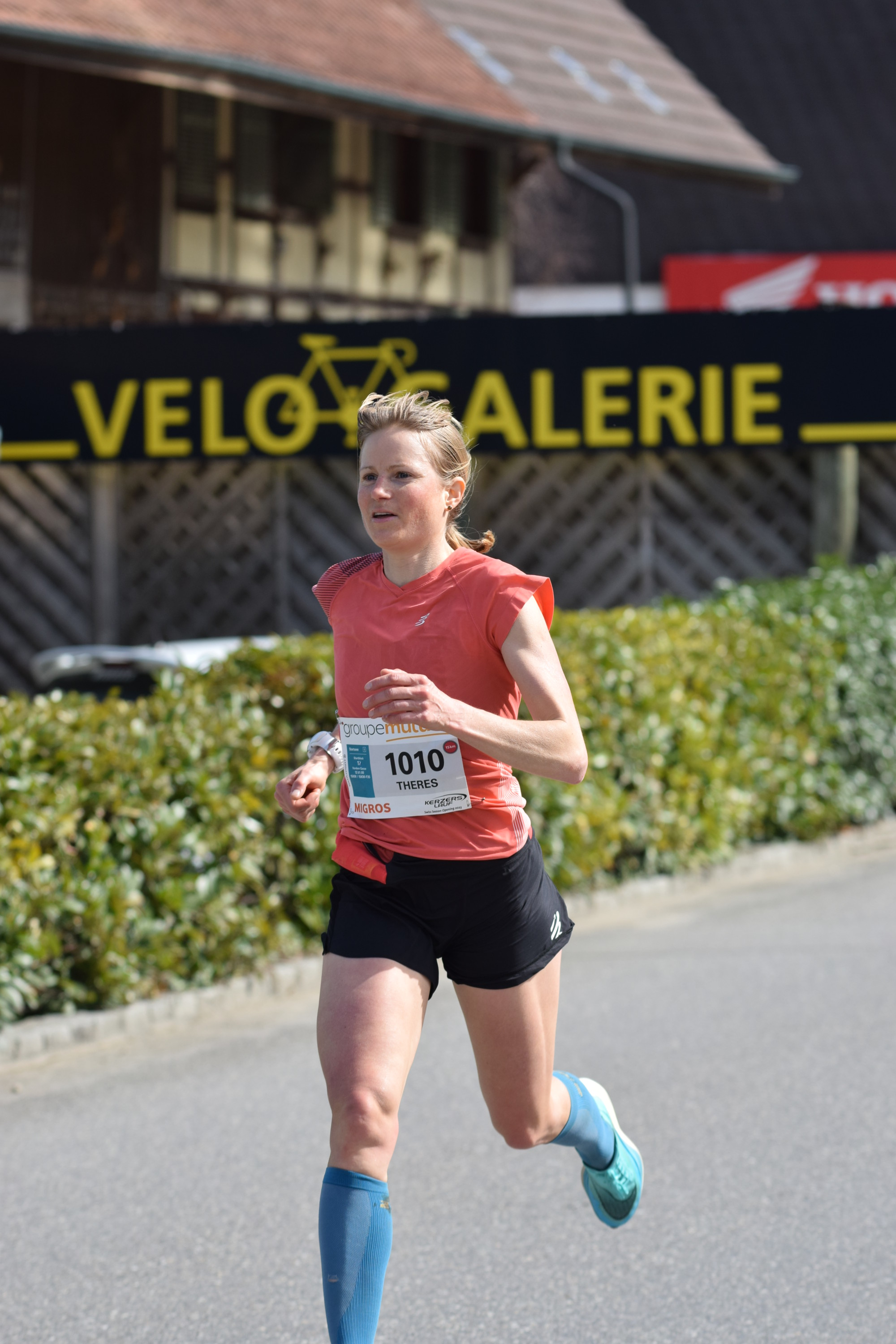
Theres Leboeuf komplementierte das starke Abschneiden der Schweiz

Von 155 gestarteten Athletinnen erreichten 114 das Ziel.
Teilnehmerinnen aus deutschsprachigen Ländern:
- 22: Anja Kobs (GER), 5:31:28
- 29: Lena Laukner (GER), 5:37:12
- 32: Johanna Hiemer (AUT), 5:38:21
- 33: Nina Zoller (SUI), 5:39:32
- 42: Emma Pooley (SUI), 5:48:17
- 47: Ariane Wilhelm (SUI), 5:54:03
- 48: Michaela Pilat (AUT), 5:54:28
- 52: Dioni Gorla (GER), 5:59:37
- 60: Isabell Bichler (AUT), 6:10:39
- 74: Shelly Schenk (SUI), 6:24:47
- DNF: Laura Hottenrott (GER)
- n. a.: Sarah Kistner (GER)

Für die 21 Jahre junge Emilia Brangefält war dieses Rennen ihr letztes. Im Folgemonat Juli wurde ihr wegen extrem hohen Pulses schon beim Aufstehen Lauftraining ärztlich verboten. Es ging ihr physisch und psychisch schlecht, im Oktober lag sie überwiegend im Bett. Am 13. November 2023 nahm sie sich das Leben, gab der schwedische Leichtathletikverband am 22. November bekannt.

##### Teamwertung
| Platz | Land und Athleten | Gesamtzeit und Einzelzeit                                |
| ----- | --- | -------------------------------------------------------- |
| 1     | Frankreich Clementine Geoffray (1.) Louise Serban-Penhoat (10.) Lucille Germain (15.) Marie Goncalves (28.) Noemie Vachon (31.) | 15:35:53 4:53:12 5:20:21 5:22:20 5:37:11 5:37:43         |
| 2     | Schweiz Judith Wyder (2.) Theres Leboeuf (3.) Nina Zoller (33.) Emma Pooley (42.) Ariane Wilhelm (47.) Shelly Schenk (74.)      | 15:44:14 4:55:13 5:09:29 5:39:32 5:48:17 5:54:03 6:24:47 |
| 3     | Vereinigte Staaten Jennifer Lichter (4.) Emkay Sullivan (9.) Kimber Mattox (16.) Klaire Rhodes (21.)                            | 15:54:29 5:11:15 5:19:43 5:22:51 5:29:49                 |

Insgesamt wurden 21 Teams gewertet. Die deutsche Mannschaft kam mit 16:25:14 Stunden auf den 7. Platz, die österreichische Mannschaft kam mit 17:43:28 Stunden auf den 10. Platz.

### Trail Long

#### Männer

##### Einzelwertung
| Platz | Athlet            | Land | Zeit (h) |
| ----- | ----------------- | ---- | -------- |
| 1     | Benjamin Roubiol  | FRA  | 09:52:59 |
| 2     | Andreas Reiterer  | ITA  | 10:00:46 |
| 3     | Peter Fraňo       | SVK  | 10:02:10 |
| 4     | Thibaut Garrivier | FRA  | 10:14:49 |
| 5     | Drew Holmen       | USA  | 10:15:40 |
| 6     | Zach Miller       | USA  | 10:15:45 |
| 7     | Eric Lipuma       | USA  | 10:16:52 |
| 8     | Ramon Manetsch    | SUI  | 10:17:13 |
| 9     | Tomáš Fárník      | CZE  | 10:18:02 |
| 10    | Walter Manser     | SUI  | 10:19:19 |

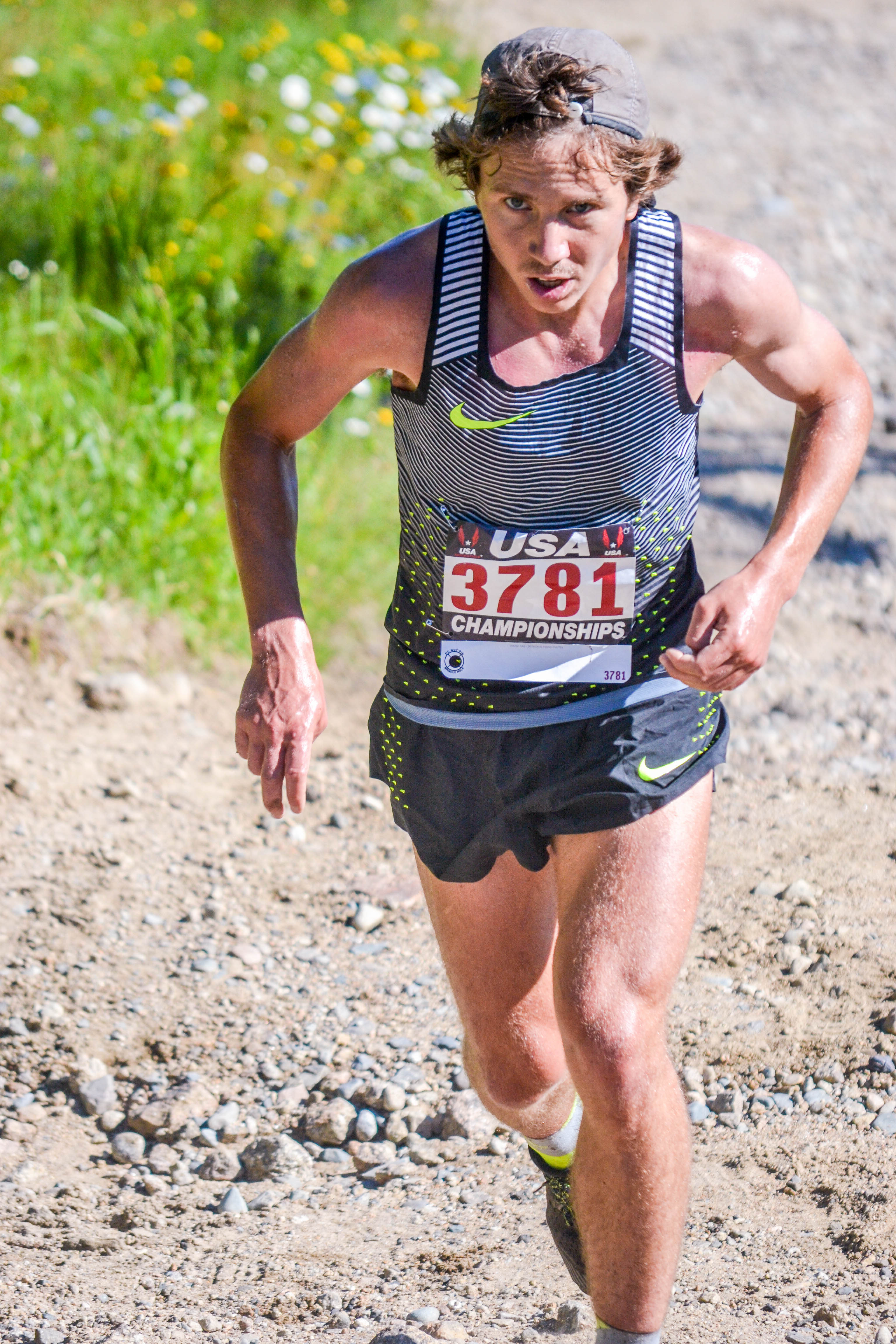
Mit der US-Mannschaft zu Silber: Zach Miller

Von 161 gestarteten Athleten erreichten 122 das Ziel.
Teilnehmer aus deutschsprachigen Ländern:
- 14: Hannes Namberger (GER), 10:33:47
- 20: Alexander Hutter (AUT), 10:45:47
- 24: Christian Stern (AUT), 10:57:31
- 28: Raphael Sprenger (SUI), 11:02:42
- 34: Adrian Niski (GER), 11:08:42
- 47: Florian Grasel (AUT), 11:39:24
- 68: Michael Skobierski (AUT), 12:10:59
- 92: Mario Weiß (AUT), 13:00:33
- DNF: Alexander Dautel (GER)
- DNF: Florian Reichert (GER)
- DNF: Martin Lustenberger (SUI)
- DNF: Gian Marchet Schicktanz (SUI)
- n. a.: Jakob Herrmann (AUT)

##### Teamwertung
| Platz | Land und Athleten | Gesamtzeit und Einzelzeit                             |
| ----- | --- | ----------------------------------------------------- |
| 1     | Frankreich Benjamin Roubiol (1.) Thibaut Garrivier (4.) Baptiste Chassagne (17.)                                                              | 30:43:09 09:52:59 10:14:49 10:35:21                   |
| 2     | Vereinigte Staaten Drew Holmen (5.) Zach Miller (6.) Eric Lipuma (7.) Caleb Olson (90.)                                                       | 30:48:17 10:15:40 10:15:45 10:16:52 12:58:32          |
| 3     | Italien Andreas Reiterer (2.) Davide Cheraz (15.) Philipp Ausserhofer (23.) Riccardo Borgialli (52.) Luca Arrigoni (83.) Manuel Bonardi (84.) | 31:29:55 10:00:46 10:34:34 10:54:35 11:43:55 12:42:20 |

Insgesamt wurden 24 Teams gewertet. Die schweizerische Mannschaft kam mit 31:39:14 Stunden auf den 4. Platz und die österreichische Mannschaft kam mit 33:22:42 Stunden auf den 7. Platz.

#### Frauen

##### Einzelwertung
| Platz | Athletin             | Land | Zeit (min) |
| ----- | -------------------- | ---- | ---------- |
| 1     | Marion Delespierre   | FRA  | 11:22:31   |
| 2     | Katharina Hartmuth   | GER  | 11:29:14   |
| 3     | Manon Bohard Cailler | FRA  | 11:34:22   |
| 4     | Martina Valmassoi    | ITA  | 11:44:50   |
| 5     | Rosanna Buchauer     | GER  | 11:45:58   |
| 6     | Allison Baca         | USA  | 11:56:21   |
| 7     | Emily Schmitz        | USA  | 11:58:31   |
| 8     | Mari Klakegg Fenre   | NOR  | 12:00:57   |
| 9     | Akiyama Honoka       | JPN  | 12:01:23   |
| 10    | Audrey Tanguy        | FRA  | 12:01:30   |

Von 129 gestarteten Athletinnen erreichten 69 das Ziel.
Teilnehmerinnen aus deutschsprachigen Ländern:
- 15: Ida-Sophie Hegemann (GER), 12:16:49
- 19: Claudia Rosegger (AUT), 12:42:45
- 20: Eva-Maria Sperger (GER), 12:45:34
- 23: Esther Fellhofer (AUT), 12:49:49
- 26: Sara Escobar Carron (SUI), 12:52:58
- 40: Marie-Luise Mühlhuber (GER), 13:30:56
- 68: Veronika Haas (AUT), 15:07:05
- DNF: Yvonne Keil (AUT)
- DNF: Kathrin Götz (SUI)
- n. a.: Emily Vaudan (SUI)

##### Teamwertung
| Platz | Land und Athleten | Gesamtzeit und Einzelzeit                             |
| ----- | --- | ----------------------------------------------------- |
| 1     | Frankreich Marion Delespierre (1.) Manon Bohard Cailler (3.) Audrey Tanguy (10.) Jocelyne Pauly (17.)                                   | 34:58:23 11:22:31 11:34:22 12:01:30 12:25:17          |
| 2     | Deutschland Katharina Hartmuth (2.) Rosanna Buchauer (5.) Ida-Sophie Hegemann (15.) Eva-Maria Sperger (20.) Marie-Luise Mühlhuber (40.) | 35:32:01 11:29:14 11:45:58 12:16:49 12:45:34 13:30:56 |
| 3     | Italien Martina Valmassoi (4.) Marina Cugnetto (16.) Camilla Spagnol (28.) Francesca Pretto (29.)                                       | 36:20:08 11:44:50 12:19:57 13:00:26 13:03:08          |

Insgesamt wurden 9 Teams gewertet. Die österreichische Mannschaft kam mit 40:39:39 Stunden auf den 8. Platz.

### Mountain Classic Senior (Up and Downhill Mountain)

#### Männer

##### Einzelwertung
| Platz | Athlet                  | Land | Zeit (min) |
| ----- | ----------------------- | ---- | ---------- |
| 1     | Leonard Chemutai        | UGA  | 56:14      |
| 2     | Philemon Ombogo Kiriago | KEN  | 56:22      |
| 3     | Filimon Abraham         | GER  | 56:27      |
| 4     | Eliud Cherop            | UGA  | 57:26      |
| 5     | Patrick Kipngeno        | KEN  | 57:27      |
| 6     | Alejandro García        | ESP  | 59:25      |
| 7     | Cesare Maestri          | ITA  | 59:28      |
| 8     | Josphat Kiprotich       | KEN  | 59:34      |
| 9     | Xavier Chevrier         | ITA  | 59:43      |
| 10    | Andreu Blanes           | ESP  | 59:54      |

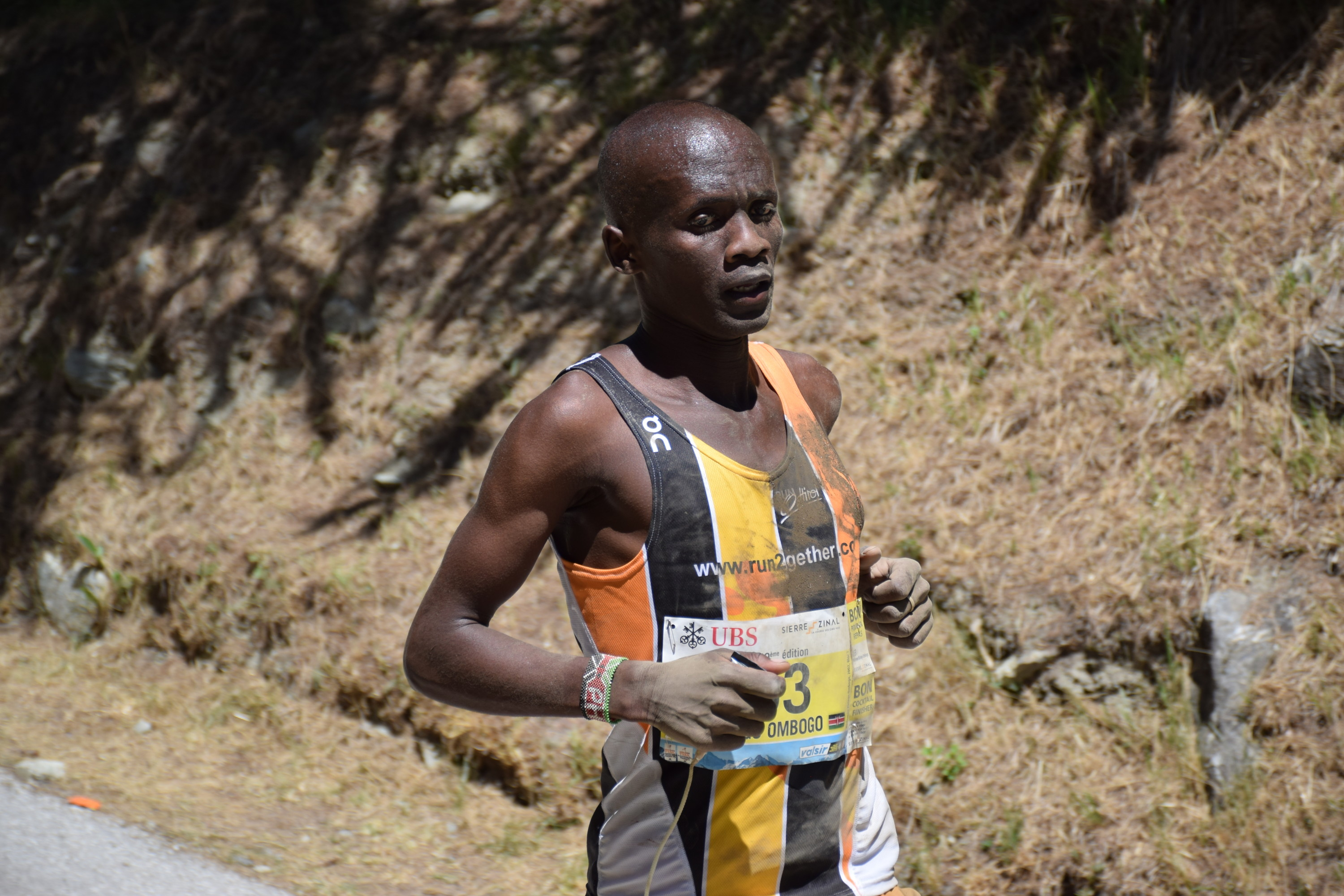
Basis für einen weiteren kenianischen Mannschaftserfolg: Philemon Ombogo Kiriago

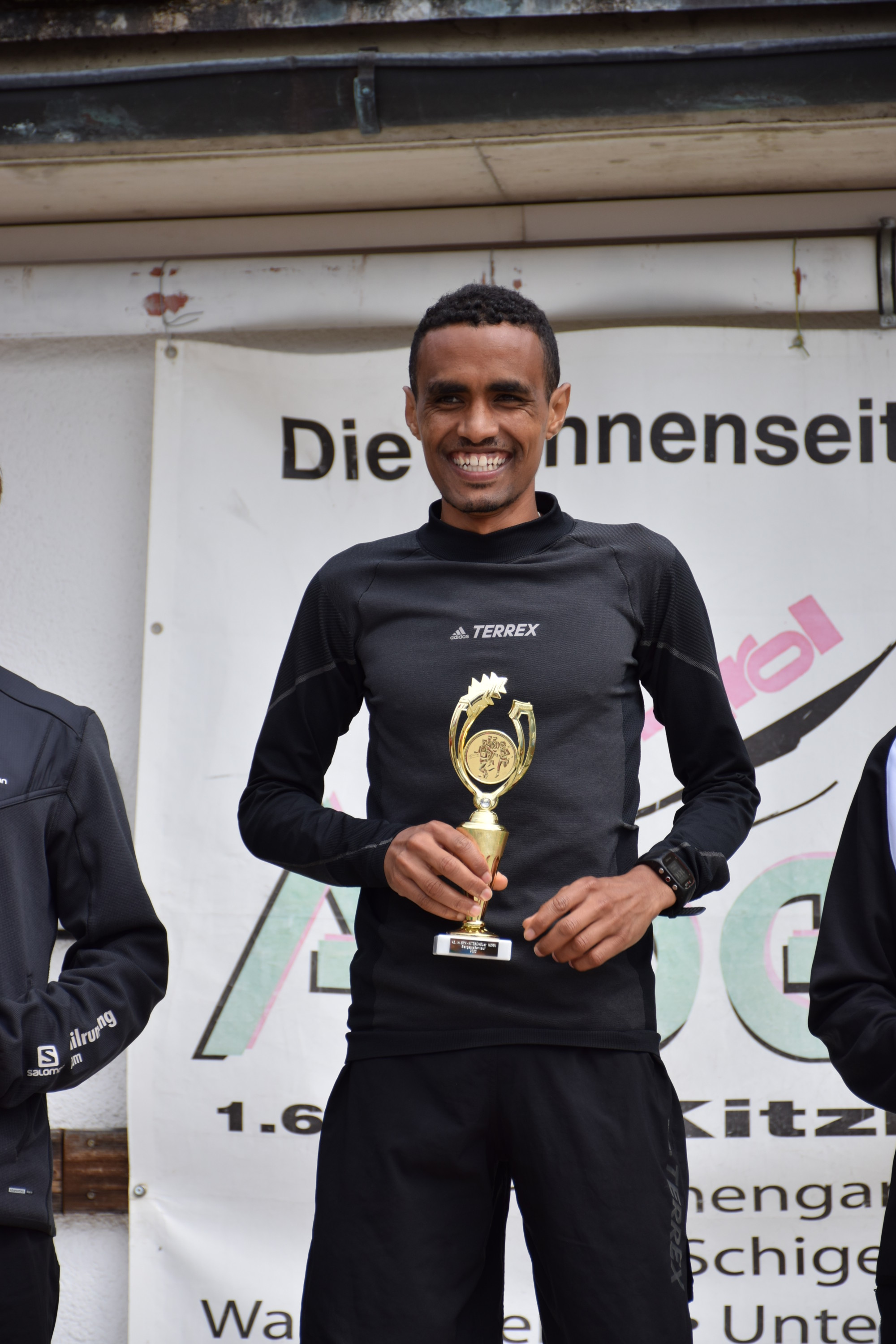
Filimon Abraham sicherte sich Bronze im Classic

Von 126 gestarteten Athleten erreichten 120 das Ziel.
Teilnehmer aus deutschsprachigen Ländern:
- 11: Julius Ott (GER), 59:58
- 24: Jonas Soldini (SUI), 1:01:28
- 40: Fabian Aebersold (SUI), 1:03:45
- 43: Maximilian Zeus (GER), 1:04:01
- 57: Martin Mattle (AUT), 1:05:30
- 66: Martin Enzenberger (AUT), 1:06:06
- 68: Daniel Lustenberger (SUI), 1:06:38
- 86: Philipp Stuckhardt (GER), 1:08:59
- DNF: Manuel Innerhofer (AUT)
- DNF: Dominik Rolli (SUI)
- n. a.: Roberto Delorenzi (SUI)

##### Teamwertung
| Platz | Land und Athleten                                                                                        | Gesamtpunktzahl und Einzelplatzierung |
| ----- | --- | ------------------------------------- |
| 1     | Kenia Philemon Ombogo Kiriago (56:22) Patrick Kipngeno (57:27) Josphat Kiprotich (59:34)                 | 15 02 05 08                           |
| 2     | Italien Cesare Maestri (59:28) Xavier Chevrier (59:43) Alberto Vender (1:00:32) Luciano Rota (1:01:28)   | 30 07 09 14 23                        |
| 3     | Spanien Alejandro García (59:25) Andreu Blanes (59:54) Ibai Larrea (1:01:42) Eduardo Hernández (1:04:50) | 43 06 10 27 51                        |

Insgesamt wurden 29 Teams gewertet. Die deutsche Mannschaft kam mit 57 Punkten auf den 5. Platz und die schweizerische Mannschaft kam mit 132 Punkten auf den 12. Platz.

#### Frauen

##### Einzelwertung
| Platz | Athletin                 | Land | Zeit (h) |
| ----- | ------------------------ | ---- | -------- |
| 1     | Grayson Murphy           | USA  | 1:04:29  |
| 2     | Tove Alexandersson       | SWE  | 1:05:26  |
| 3     | Joyce Muthoni            | KEN  | 1:06:40  |
| 4     | Valentine Jepkoech Rutto | KEN  | 1:06:56  |
| 5     | Domenika Mayer           | GER  | 1:07:09  |
| 6     | Monica Madalina Florea   | ROU  | 1:07:25  |
| 7     | Philaries Jeruto Kisang  | KEN  | 1:08:31  |
| 8     | Tereza Hrochová          | CZE  | 1:08:37  |
| 9     | Cecile Jarousseau        | FRA  | 1:08:40  |
| 10    | Alice Goodall            | GBR  | 1:09:22  |

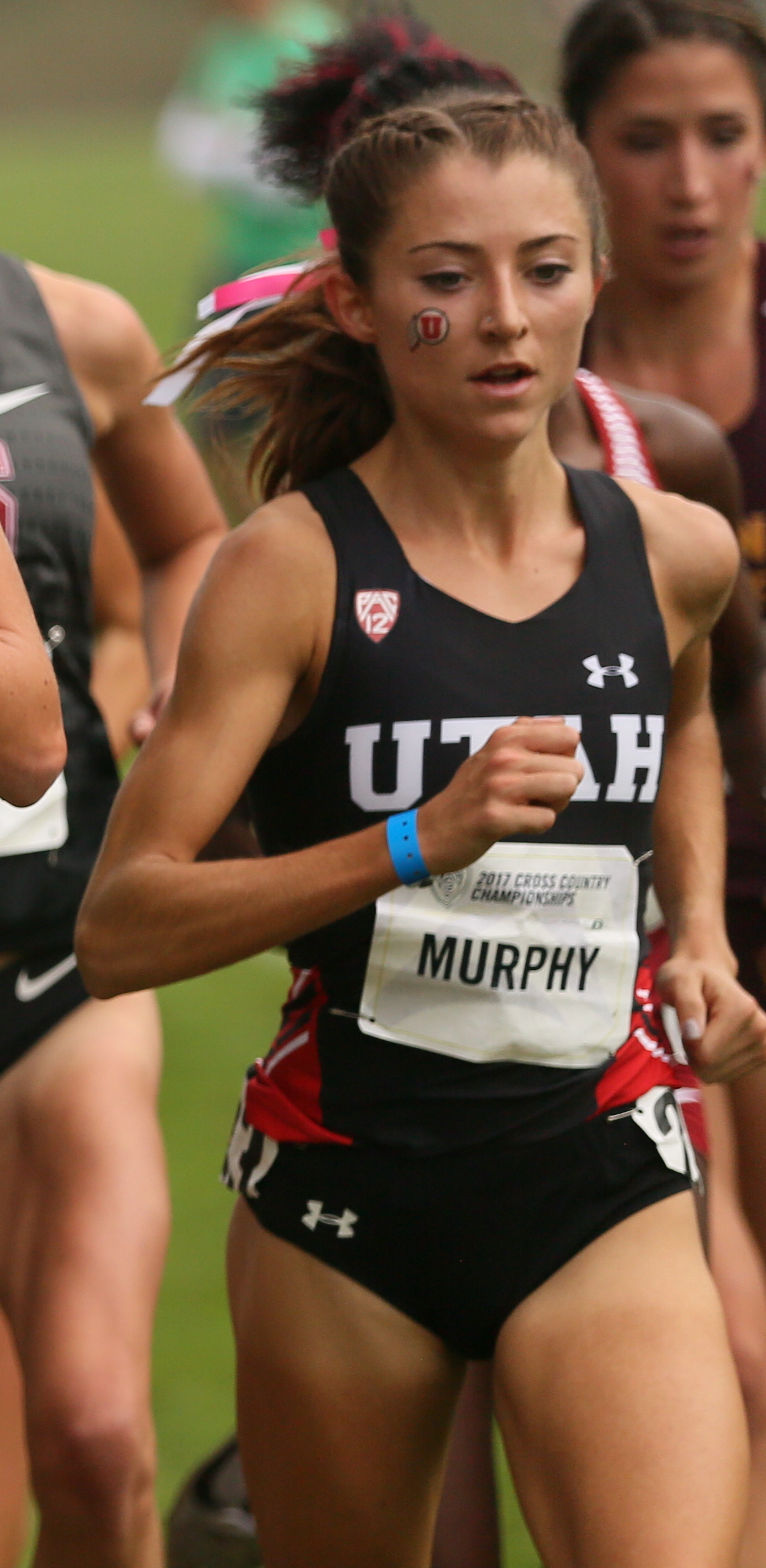
Grayson Murphy gewann für die USA die erste Einzelgoldmedaille der WM

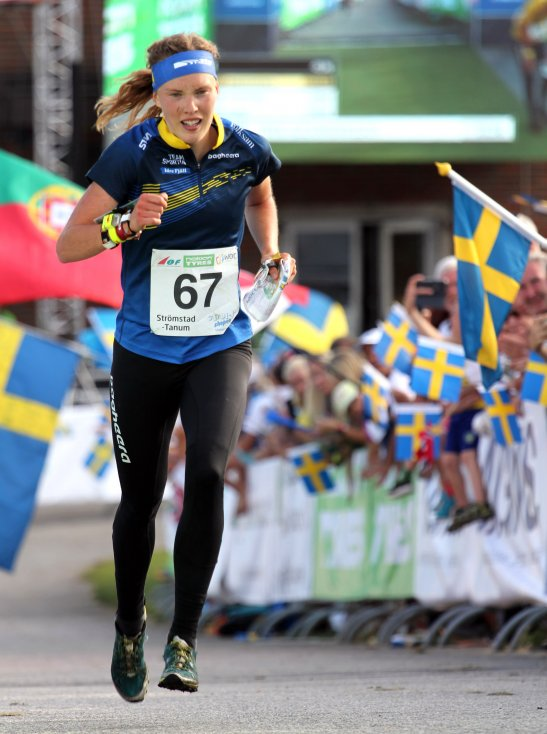
Tove Alexandersson holte die einzige Medaille für das schwedische Team

Von 99 gestarteten Athletinnen erreichten 94 das Ziel.
Teilnehmerinnen aus deutschsprachigen Ländern:
- 15: Natalia Gemperle (SUI), 1:10:10
- 19: Hanna Gröber (GER), 1:10:53
- 32: Rea Iseli (SUI), 1:13:25
- 37: Nina Voelckel (GER), 1:14:02
- 47: Laura Hampel (GER), 1:15:42
- 49: Céline Aebi (SUI), 1:16:20
- 59: Bernadette Schuster (AUT), 1:19:05
- n. a.: Flavia Stutz (SUI)

##### Teamwertung
| Platz | Land und Athleten | Gesamtpunktzahl und Einzelplatzierung |
| ----- | --- | ------------------------------------- |
| 1     | Kenia Joyce Muthoni (1:06:40) Valentine Jepkoech Rutto (1:06:56) Philaries Jeruto Kisang (1:08:31)                    | 14 03 04 07                           |
| 2     | Vereinigtes Königreich Alice Goodall (1:09:22) Scout Adkin (1:10:00) Phillipa Williams (1:11:21) Holly Page (1:18:24) | 43 10 12 21 55                        |
| 3     | Frankreich Cecile Jarousseau (1:08:40) Christel Dewalle (1:10:02) Elise Poncet (1:11:49) Nélie Clément (1:14:58)      | 46 09 13 24 42                        |

Insgesamt wurden 22 Teams gewertet. Die deutsche Mannschaft kam mit 61 Punkten auf den 5. Platz, die schweizerische Mannschaft kam mit 96 Punkten auf den 10. Platz.

### Mountain Classic Junior (Junior Up and Downhill Mountain)

#### Männer

##### Einzelwertung
| Platz | Athlet          | Land | Zeit (min) |
| ----- | --------------- | ---- | ---------- |
| 1     | James Kirwa     | UGA  | 27:37      |
| 2     | Hosea Chemutai  | UGA  | 27:43      |
| 3     | Matthieu Bührer | SUI  | 27:52      |
| 4     | Lukas Ehrle     | GER  | 28:28      |
| 5     | Jan Torrella    | ESP  | 28:38      |
| 6     | Anatole Berthou | FRA  | 28:43      |
| 7     | Loïc Berger     | SUI  | 28:56      |
| 8     | Nino Freitag    | SUI  | 29:10      |
| 9     | Jules Mongellaz | FRA  | 29:16      |
| 10    | Mervan Haykir   | TUR  | 29:25      |

Von 70 gestarteten Athleten erreichten alle das Ziel.
Teilnehmer aus deutschsprachigen Ländern:
- 25: Maximilian Meusburger (AUT), 30:55
- 40: Niklas Scherb (AUT), 32:21
- 47: Fabian Hennerbichler (AUT), 33:14
- 48: Arvid Lösel (GER), 33:16

##### Teamwertung
| Platz | Land und Athleten                                                                                        | Gesamtpunktzahl und Einzelplatzierung |
| ----- | --- | ------------------------------------- |
| 1     | Schweiz Matthieu Bührer (27:52) Loïc Berger (28:56) Nino Freitag (29:10)                                 | 18 03 07 08                           |
| 2     | Frankreich Anatole Berthou (28:43) Jules Mongellaz (29:16) Jules Barriod (29:48) Chane Souard (30:23)    | 28 06 09 13 21                        |
| 3     | Spanien Jan Torrella (28:38) Marcos Villamuera (29:32) Marcos López Galera (30:10) Fabián Venero (30:16) | 32 05 11 16 17                        |

Insgesamt wurden 16 Teams gewertet. Die österreichische Mannschaft kam mit 112 Punkten auf den 9. Platz.

#### Frauen

##### Einzelwertung
| Platz | Athletin         | Land | Zeit (min) |
| ----- | ---------------- | ---- | ---------- |
| 1     | Rebecca Flaherty | GBR  | 33:20      |
| 2     | Ines Herault     | ESP  | 33:27      |
| 3     | Lucia Arnoldo    | ITA  | 33:42      |
| 4     | Amelie Lane      | GBR  | 34:22      |
| 5     | Lauren Russell   | GBR  | 34:25      |
| 6     | Nadia Soto       | ESP  | 34:28      |
| 7     | Margot Dajoux    | FRA  | 34:52      |
| 8     | Eve Whitaker     | GBR  | 35:00      |
| 9     | Alice Mugnier    | FRA  | 35:05      |
| 10    | Ida Waldal       | NOR  | 35:06      |

Von 51 gestarteten Athletinnen erreichten 48 das Ziel.
Teilnehmerinnen aus deutschsprachigen Ländern:
- 13: Aina Scherling (SUI), 35:28
- 27: Sofia Chételat (SUI), 37:54
- 40: Fabiola Fortschegger (AUT), 41:28
- 41: Hanna Galler (AUT), 42:06
- DNF: Nina Villiger (SUI)

##### Teamwertung
| Platz | Land und Athleten                                                                                               | Gesamtpunktzahl und Einzelplatzierung |
| ----- | --- | ------------------------------------- |
| 1     | Vereinigtes Königreich Rebecca Flaherty (33:20) Amelie Lane (34:22) Lauren Russell (34:25) Eve Whitaker (35:00) | 10 01 04 05 08                        |
| 2     | Frankreich Margot Dajoux (34:52) Alice Mugnier (35:05) Pauline Trocellier (35:09) Lili Beck (36:01)             | 27 07 09 11 15                        |
| 3     | Spanien Ines Herault (33:27) Nadia Soto (34:28) Blanca Batlle (36:56) Laura Ordiales (37:02)                    | 27 02 06 19 20                        |

Insgesamt wurden 10 Teams gewertet.